# Омід Абтахі
Омід Абтагі (англ. Omid Abtahi, перс. امید ابطحی; нар. 12 липня 1979, Тегеран, Іран) — американський актор іранського походження. Найбільш відомий своїми ролями в телесеріалах «Американські боги» та «Мандалорець», а також роллю у фільмі «Голодні ігри: Переспівниця. Частина II».

## Раннє життя та освіта
Абтагі народився в Тегерані, Іран. У віці 5 років він переїхав до Парижа зі своєю родиною, а згодом вони вирушили до США, переїхавши до Ірвайна, Орендж, штат Каліфорнія, коли йому було 10 років.
Абтагі закінчив університетську середню школу в Ірвіні та відвідував Каліфорнійський державний університет, Фуллертон. Він почав вивчати рекламу, потім взяв другий напрям — театральний і закінчив у 2002 році.

## Кар'єра
До початку кар'єри в телесеріалах, Абтагі грав на сцені в багатьох театральних постановках, включаючи Fraulein Else в Berkeley Repertory, McCarter Theatre та Longwarf Theatre; Adoration of the Old Woman в Sundance Theatre Lab та Your Everyday Typical Romantic Comedy в Kennedy Centre. Він також грав епізодичні ролі у телесеріалах «Військово-юридична служба» (англ. JAG), «Справедлива Емі» (англ. Judging Amy), "Батьківщина" (англ. Homeland) та «24». 